# Distretto di Birtouta
Il distretto di Birtouta è un distretto della provincia di Algeri, in Algeria, con capoluogo Birtouta.

## Comuni
Il distretto di Birtouta comprende 3 comuni:
- Birtouta
- Ouled Chebel
- Tessala El Merdja